# Șefi de coșmar
Șefi de coșmar (în engleză Horrible Bosses) este un film de comedie regizat de  Seth Gordon după un scenariu de  John Francis Daley, Michael Markowitz și Jonathan Goldstein. În rolurile principale au interpretat actorii Jason Bateman, Charlie Day și Jason Sudeikis.
A fost produs de studiourile New Line Cinema și a avut premiera la 8 iulie 2011, fiind distribuit de Warner Bros.. Coloana sonoră a fost compusă de Christopher Lennertz.
Cheltuielile de producție s-au ridicat la 35–37 milioane de dolari americani și a avut încasări de 209.600.000 de dolari americani.
Filmul a avut, în general, recenzii mixte până la pozitive, criticii lăudând distribuția și fiecare rol principal fiind evidențiat pentru interpretarea sa în recenzii. Unii recenzori au considerat că intriga premisei sale întunecate și pline de umor a fost privită bine, iar alții au considerat că glumele sunt hilare. O continuare în regia lui Sean Anders, Șefi de coșmar 2 (Horrible Bosses 2), a fost lansată la 26 noiembrie 2014.

## Distribuție
- Jason Bateman - Nick Hendricks
- Kevin Spacey - David "Dave" Harken
- Charlie Day - Dale Arbus
- Jennifer Aniston - Dr. Julia Harris, D.D.S.
- Jason Sudeikis - Kurt Buckman
- Colin Farrell - Bobby Pellit
- Jamie Foxx - Dean 'Motherfucker' Jones